# Puig de les Forques (Rabós)
El Puig de les Forques és una muntanya de 404 metres que es troba entre els municipis de Rabós, a la comarca de l'Alt Empordà i França.